# Hwanin
Hoàn Nhân (Hangul: 환인, Hanja: 桓因), còn được phát âm "Han-in" 한인, hoặc "Divine Regent" là một trong số Thần thoại Triều Tiên. Trong cổ truyện thần thoại Dangun ông được miêu tả như là Vua ngự trị thiên đàng của mình, với con là Hwanung 환웅(桓雄) và cháu là Dangun 단군(檀君) là người sáng lập huyền thoại của Hàn Quốc. Hwanin còn là một tên của Śakra (Indra trong bối cảnh Phật giáo) trong tiếng Hàn.